# Николаевский художественный драматический театр
Никола́евский академический худо́жественный драмати́ческий теа́тр (укр. Миколаївський академічний художній  драматичний театр) — театр, расположенный в исторической части Николаева на пересечении улиц Лягина и Адмиральской. Здание театра, построенное в 1881 году, является памятником архитектуры. Нынешний творческий коллектив театра был организован в 1922 году в Луганске.
Здание театра представляет собой прямоугольное в плане сооружение с доминирующим объёмом сценической коробки. Фасад оформлен в псевдоренессансном стиле. Вход выделен монументальным шестиколонным портиком, возведённым в послевоенное время.

## История
В 1881 году мещанин Карл Иванович Монте построил по проекту архитектора Т. К. Брусницкого театр, выходивший фасадом на Рождественскую улицу (улицу Лягина), а глухой стеной — на Адмиральскую. Зал был рассчитан на 900 человек. Зрители размещались в 350 креслах партера, а также в 39 ложах бенуара и бельэтажа.
В 1894 году Карл Монте продал театр Якову Шефферу, который перепланировал здание.

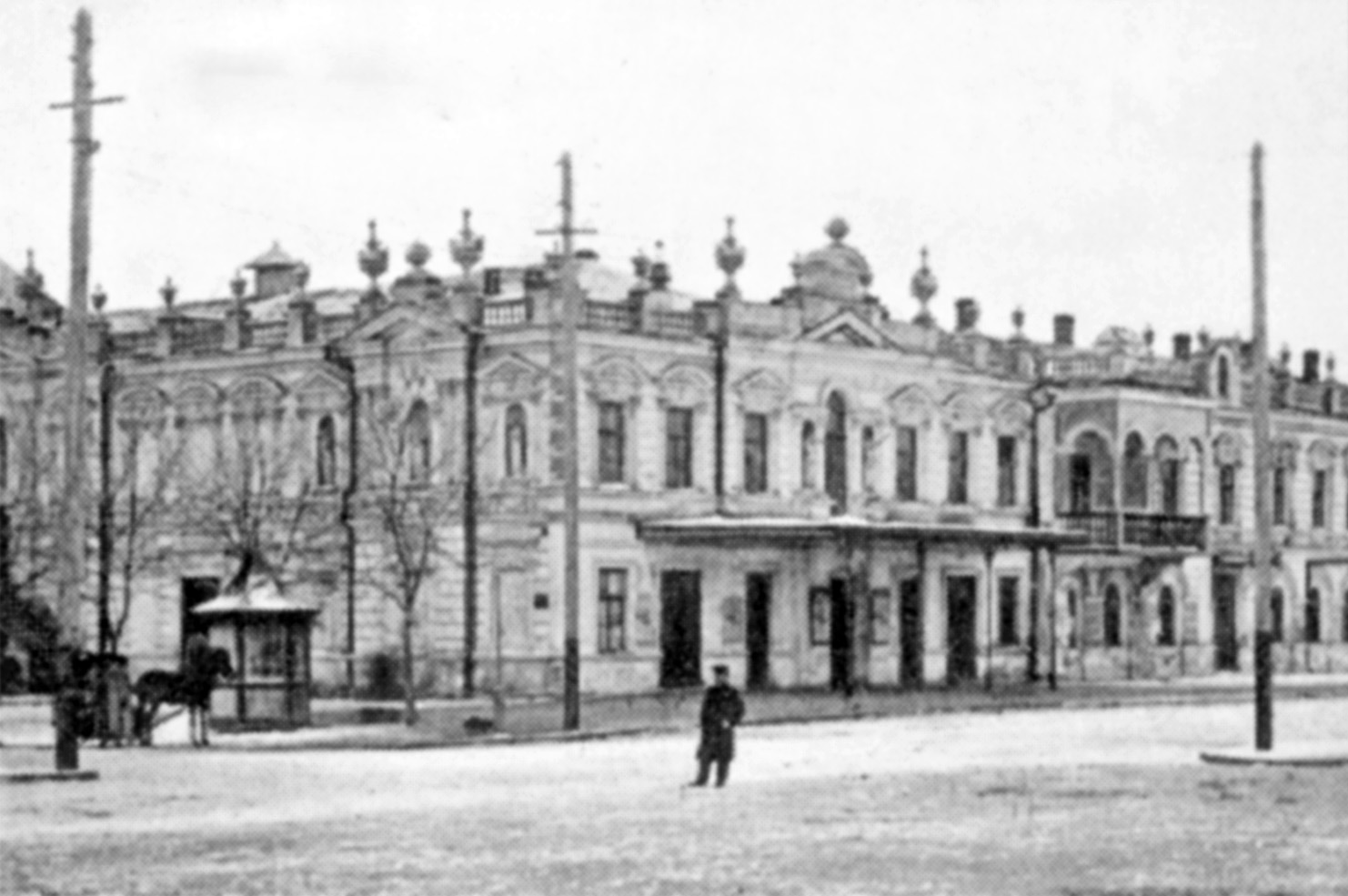
Театр Шеффера в конце XIX века

На сцене театра в разное время выступали такие деятели театральной культуры, как Вера Комиссаржевская и Мария Савина, Павел Орленев и Мамонт Дальский, Фёдор Шаляпин, Леонид Собинов, Всеволод Мейерхольд, Марк Кропивницкий и Панас Саксаганский.
В августе 1896 года в театре состоялся первый в Николаеве сеанс кино.
Нынешний творческий коллектив был основан в 1922 году в Луганске русским актёром и режиссёром Григорием Свободиным. 12 лет труппа имела статус передвижного театра под названием «Шахтёрка Донбасса». В 1927 году московский журнал «Современный театр» отмечал «Шахтёрку Донбасса» как «самый серьёзный из русских драматических театров Украины». Вскоре коллектив получил право писать в своих афишах — «Художественный театр Украины». В 1934—1935 годах театр становится стационарным и приобретает свою базу в Николаеве. В 1939 году театру было присвоено имя лётчика В. П. Чкалова (это наименование театр носил до 1994 года).
В 1997—2017 гг директор и художественный руководитель театра — Кравченко Николай Антонович.

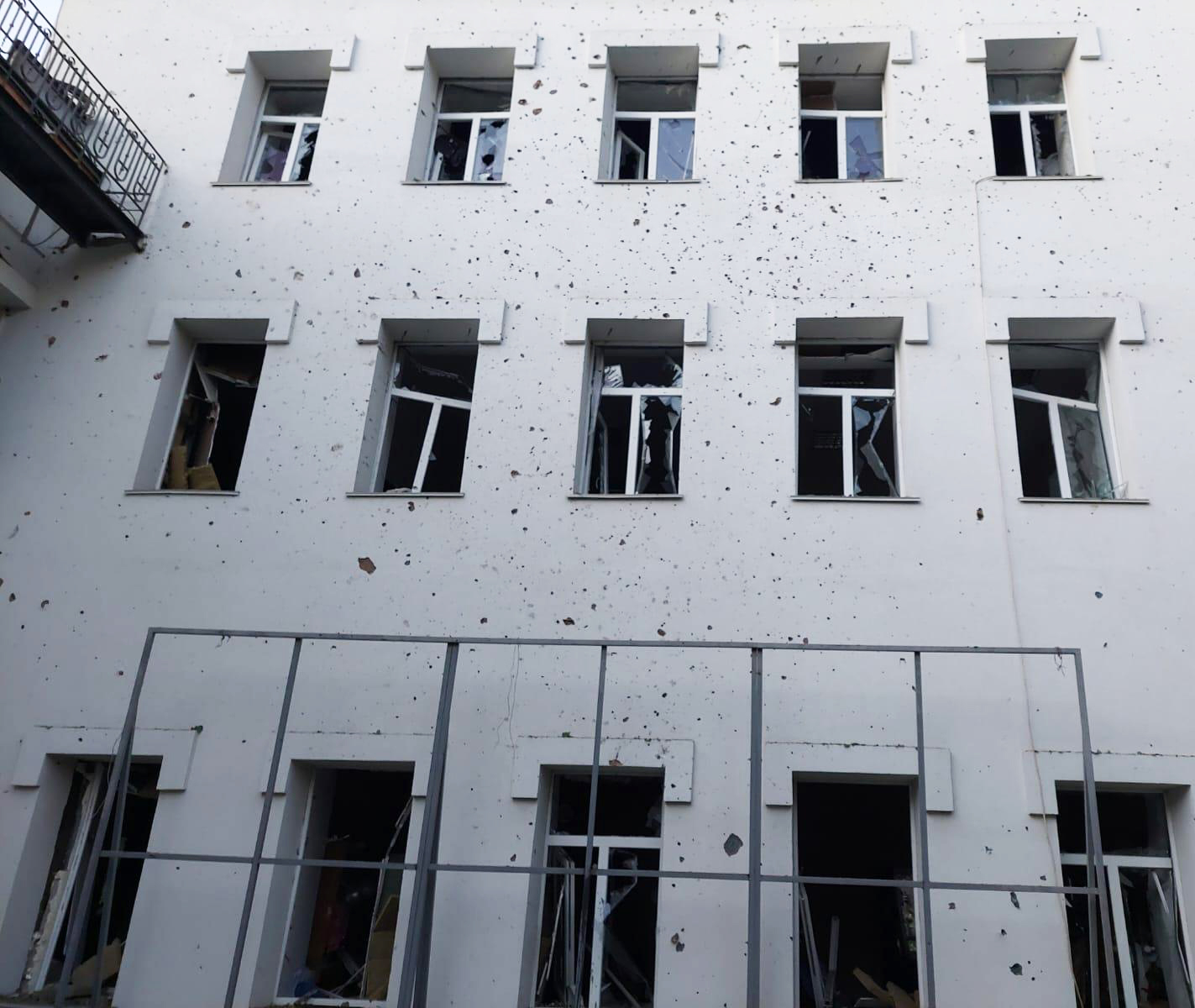
Последствия обстрела (2022)

22 сентября 2022 года здание театра было повреждено российским обстрелом города. Незадолго до этого театр открыл новый сезон в бомбоубежище в другом месте.

## Актёры театра
- Вербец, Альберт Васильевич (1975—2015), заслуженный артист Украины, актёр, режиссёр-постановщик.
- Роза Подьякова, Народная артистка Украинской ССР.